# Lavacolla
Lavacolla è un insediamento nei pressi di Sabugueira, frazione di Santiago di Compostela, da cui dista circa 12 chilometri.
Nel territorio di Lavacolla si trova l'aeroporto di Santiago-Rosalía de Castro ed inoltre il villaggio è noto per essere l'ultima tappa del Cammino di Santiago.

## Significato del nome
Ci sono diverse teorie circa l'origine del nome Lavacolla.
Secondo alcuni il nome farebbe riferimento al fatto che i pellegrini, giunti quasi al termine del lungo viaggio verso Santiago, si lavassero nel fiume che attraversa il villaggio prima di entrare nella città.